# Mikromusic z Dolnej Półki
Mikromusic z Dolnej Półki albo Z dolnej półki – czwarty album koncertowy (a dziesiąty w ogóle) polskiej grupy Mikromusic, wydany 20 września 2019 przez Mikro Management. Album ten otrzymał nagrodę Fryderyka 2020 w kategorii «Album Roku Muzyka Poetycka».

## Lista utworów
| Nr  | Tytuł utworu                  | Długość |
| --- | ----------------------------- | ------- |
| 1.  | „Synu” (Live)                 | 3:54    |
| 2.  | „Tak tęsknie” (Live)          | 6:19    |
| 3.  | „Leć, uciekaj” (Live)         | 4:02    |
| 4.  | „Na krzywy ryj” (Live)        | 6:33    |
| 5.  | „Syrena” (Live)               | 4:11    |
| 6.  | „Tak mi się nie chce” (Live)  | 3:23    |
| 7.  | „Piękny chłop” (Live)         | 4:50    |
| 8.  | „Koniec zimy” (Live)          | 4:50    |
| 9.  | „Krystyno” (Live)             | 2:59    |
| 10. | „Kołysanka Pani Broni” (Live) | 4:58    |
| 11. | „Zakopolo” (Live)             | 4:45    |
| 12. | „Niemiłość” (Live)            | 2:39    |
|     |                               | 53:23   |